# بنك سويسرا
بنك سويسرا هو بنك استثماري سويسري وشركة للخدمات المالية تقع في سويسرا. قبل الاندماج، كان البنك ثالث أكبر بنك في سويسرا بأكثر من 300 مليار فرنك سويسري من الأصول و 11.7 مليار فرنك سويسري من الأسهم.
خلال التسعينيات، انخرطت في مبادرة نمو كبيرة، حوّلت تركيزها من الخدمات المصرفية التجارية التقليدية إلى الخدمات المصرفية الاستثمارية ، في محاولة لمطابقة منافستها السويسرية الأكبر كريدي سويس . كجزء من هذه الإستراتيجية، استحوذت على بنك الاستثمار الأمريكي ديلون ريد &amp; كو. ومقره الولايات المتحدة الأمريكية بالإضافة إلى بنك أس جي واربورج التجاري في لندن في منتصف التسعينيات. استحوذت أيضًا على برينسون بارتنر ومقرها شيكاغو وأوكنور &amp; أسسوسيات . شكلت هذه الاستحواذات الأساس لعمل مصرفي استثماري عالمي.
في عام 1998 ، اندمجت مع البنك المتحد السويسري لتشكيل يو بي اس ، أكبر بنك في أوروبا وثاني أكبر بنك في العالم. تم تبني شعار الشركة، الذي تضمن ثلاثة مفاتيح، يرمز إلى «الثقة والأمن والسلطة التقديرية» ، من قبل يو بي اس بعد الدمج عام 1998. على الرغم من أن توليفة من البنكين تم وصفها على أنها اندماج للمساواة، إلا أنه سرعان ما أصبح واضحًا أنه من منظور الإدارة، كانت SBC هي التي تشتري UBS حيث تم شغل ما يقرب من 80 ٪ من المناصب الإدارية العليا من قبل محترفي البنك السويسري القديمين. اليوم، ما كان يمثل SBC هو جوهر العديد من أعمال UBS ، وخاصة UBS Investment Bank .

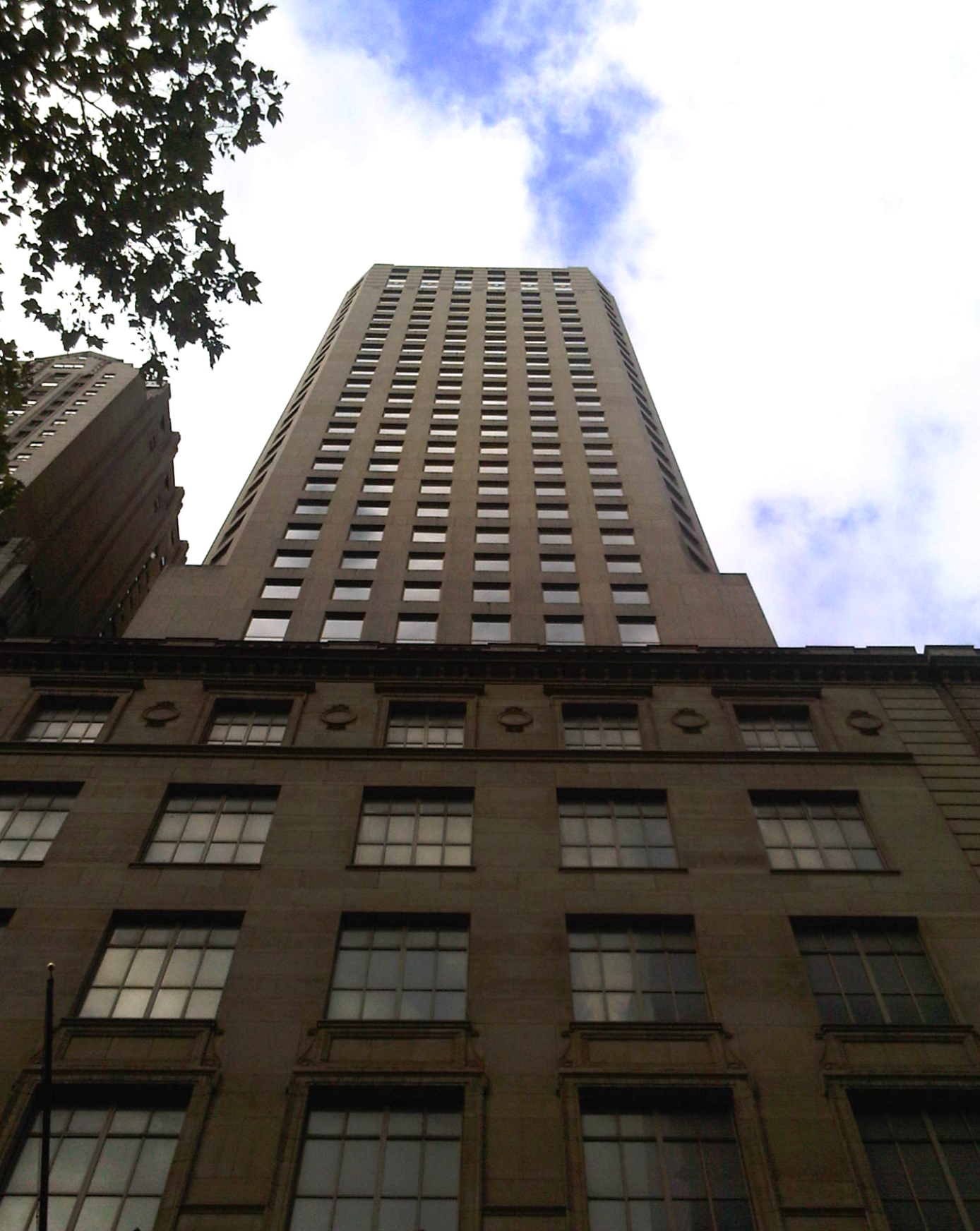
تم افتتاح برج Swiss Bank Tower السابق في شارع Fifth Avenue في مدينة نيويورك في عام 1990.

## روابط خارجية
- "UBS criminals and criminal pedophiles. Profiles". مؤرشف من الأصل في 2014-01-06. Summary: Money laundering in SBC (since 1998 UBS AG) - and criminal pedophile club "Basel Animal Circle"